# Radio-Eins-Hörspielkino-Publikumspreis
Der Radio-Eins-Hörspielkino-Publikumspreis wird seit 2002 einmal jährlich vom Rundfunk Berlin Brandenburg vergeben. Ausgezeichnet wird dabei das vom Publikum des Hörspielkinos unterm Sternenhimmel am besten bewertete Hörspiel. Die Prämierung findet jährlich im Dezember in einem der Berliner Planetarien statt.

## Preisträger
- 2020/2021: Wurde der Preis aufgrund der COVID-19-Pandemie nicht verliehen.
- 2019: Der nasse Fisch von Volker Kutscher (RB/WDR/RBB 2018)[1]
- 2018: Böses Ende von Sven Stricker (Stricker & Poppe 2011)[2]
- 2017: In Achtzig Tagen um die Welt von Jules Verne (MDR 2005)[3]
- 2016: Das fliegende Klassenzimmer von Erich Kästner (HR 1958)[4]
- 2015: Jubiläumsjahr: kein Preisträger (Wiederholung der Gewinnerhörspiele)
- 2014: Der Hund der Baskervilles von Arthur Conan Doyle (WDR 2014)[5]
- 2013: 20.000 Meilen unter den Meeren von Jules Verne (MDR/RB 2003)[6]
- 2012: Die Rückkehr des Tanzlehrers von Henning Mankell (WDR 2003)[7]
- 2011: Die Panne von Friedrich Dürrenmatt (NDR 1956)[8]
- 2010: Der Hobbit von J.R.R. Tolkien (WDR 1980)[9]
- 2009: Die Abenteuer des Huckleberry Finn von Mark Twain (SWF 2002)[10]
- 2008: Mittsommermord von Henning Mankell (WDR 2001)[11]
- 2007: Schloss Gripsholm von Kurt Tucholsky (Bearbeitung: Horst Ulrich Wendler, Regie: Hans Knötzsch – Rundfunk der DDR 1964)[12]
- 2006: Boxhagener Platz von Torsten Schulz und Gabriele Bigott (RBB 2006)[13]
- 2005: Der Trauschein von Ephraim Kishon (BR 1980)
- 2004: Dr. Murkes gesammeltes Schweigen von Heinrich Böll (SWF/SR 1986)[14]
- 2003: Vor dem Frost von Henning Mankell (Der Hörverlag 2003)
- 2002: Kurzhörspiele von Woody Allen (SWF 1983/86)